# Bergische Kaffeetafel

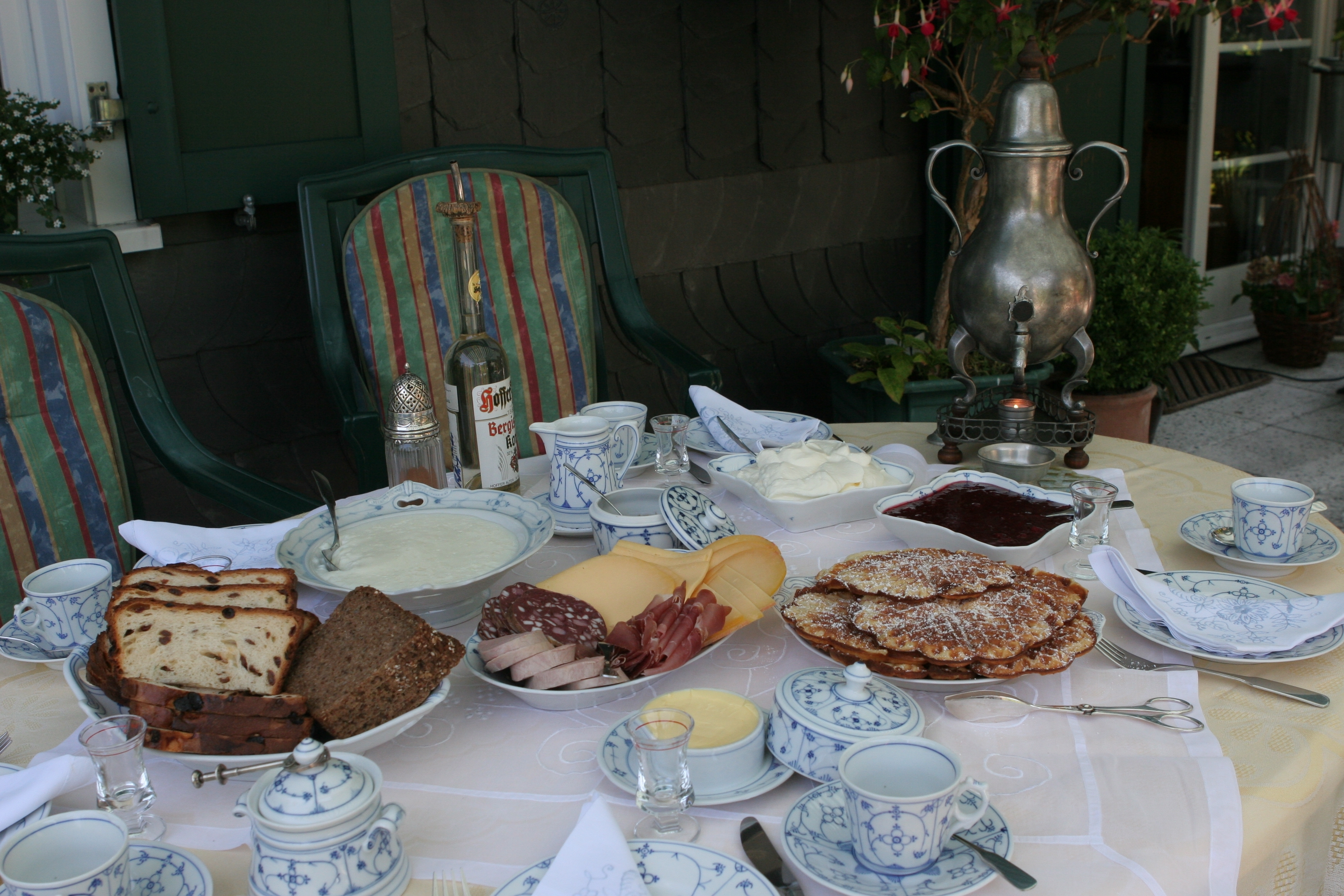
Bergische Kaffeetafel mit Dröppelminna und Porzellan in Strohblumenmuster

Die Bergische Kaffeetafel ist eine traditionelle Speisenfolge im Bergischen Land.

## Bestandteile
Zu den Bestandteilen einer heute gereichten Bergischen Kaffeetafel gehören Rosinenstuten und Schwarzbrot oder Pumpernickel. Neben verschiedenen süßen Brotaufstrichen wie Honig und Zuckerrübensirup (ebenso von Apfel und Birne) werden auch gesüßter Milchreis und Quark angeboten, teilweise um Apfelkompott und Rote Grütze ergänzt. Dazu werden Butter, Zucker und Zimt gereicht. Der Kaffee wird typischerweise mit einer Kranenkanne (regional Dröppelminna bzw. -mina genannt) am Tisch eingeschenkt. Je nach Tradition und Epoche wird die Tafel um herzhafte Komponenten wie Eierspeisen, Wurst- und Fleischwaren ergänzt. Regionaltypische Kuchen und Gebäck (Waffeln, Brezeln, Krapfen, Bergischer Zwieback) werden in unterschiedlicher Zusammensetzung damit verbunden. Ob die Kaffeetafel ursprünglich ein eigenständiges Gericht war oder eine je nach Anlass und Finanzkraft des Gastgebers variierende Zusammenstellung von Einzelgerichten, ist nicht gesichert.

## Geschichte
Tafeln mit Kaffee waren im Bergischen Land bereits seit dem 18. Jahrhundert bekannt. In einem anonymen Reisebericht aus dem Jahr 1784 wird eine Kindstaufe geschildert, bei der eine der heutigen Kaffeetafel ähnliche Speisenfolge beschrieben wird:

„Bey einer Kindtaufe […] pflegt der Vater dem Pastor gleich nach der Bewillkommung ein Schüsselchen, worinn Branntwein, Rosinen, weißer Zucker, und klein geschnittener Pfeffer-Kuchen ist, darzureichen, nachdem er es selbst vorher gekostet hat. Hierauf nehmen alle Anwesende, selbst kleine Kinder davon; dann zwischen dem Caffee noch einmal. Sie nennen das 'Rümchesdüeg'. Dann wird viel Gebackenes, weißes Brodt, Butter, Schinken und Reisbrey aufgesetzt; und Gläser mit Branntwein, Zucker und einer Gabel.“

1907 zitiert auch Fritz Jorde eine Tauffeierbeschreibung zum Ende des 18. Jahrhunderts:

„[…] ehe und bevor der Kaffee und Thee in Gebrauch gewesen […] bey einem Tisch voll allerhand Gebäcks, Stuten, Plätz, Bretzels, Kracklingen, Wafflen, Rollen und dgl. mit Butter und Käß ist aufgetischet, gegessen und getrunket, bey den Fürnehmen aber ein großer Schinken, Krebs, Nüß, Aepfel und Birnen, Kirschen und Pflaumen sind hinzugefüget worden […]“

Seit dem Ende des 18. Jahrhunderts reichte man sowohl den echten Kaffee als auch den Ersatzkaffee aus der Dröppelmina, einer Kranenkanne, die ihren Namen von Mina = Wilhelmine und wegen ihrer Eigenschaft des „Dröppelns“ (von Tropfen) hatte, weil Kaffeesatz leicht den Auslauf verstopfte und der Kaffee dann nur tropfenweise herauslief.
Egon Viebahn datiert die erste Erwähnung des Begriffs Bergische Kaffeetafel um 1870. Er nennt als traditionelle Zutaten Korinthenweißbrot (-stuten), Milchreisbrei, Zucker und Zimt zum Bestreuen des Milchreisbreis, Bienenhonig oder Rüben- bzw. Apfelkraut, Schwarzbrot, Quark, Butter, Waffeln aus Weizenmehl oder in älterer Zeit Hafermehl, Hefeteigbällchen, Zwieback, Burger Brezeln und Napfkuchen.
In seinem Buch „Burg an der Wupper“, erschienen in Barmen 1914, erwähnt Hermann Bäcker mehrfach die Bezeichnung „bergisches Kaffeestündchen“. Seit dem Ende des 19. Jahrhunderts unternahmen viele Stadtbewohner Ausflüge mit der Eisenbahn ins Bergische Land. Für sie boten die Gastwirte eine ausgiebige Kaffeemahlzeit an. In Werbeanzeigen wurden „Vorzüglicher Kaffee mit gut. reichl. Zutaten“, „Tägl. große Kaffeerestauration“, „Guter Kaffee mit Bauernblatz und Reisbrei RM. 1,25“, „Kaffee mit und ohne Zutaten“, „Gartenwirtschaft und Kaffeerestauration“ beworben. Im Mai 1929 taucht die Bezeichnung „Kaffee nach bergischer Art“ auf. Bis zum Jahr 1939 hatte sich die Bezeichnung Bergische Kaffeetafel etabliert, verschwand durch den Ausbruch des Zweiten Weltkriegs aber wieder.
Das Niederbergische Museum in Wülfrath hat erst 1963 die Bergische Kaffeetafel wieder ins Leben gerufen und unter seinem Leiter Willi Münch eine Präzisierung des Begriffs vorgenommen. Erst aus dieser Zeit stammt der Spruch „Koffiedrenken met allem Dröm-on-Dran“, auf Hochdeutsch: „Kaffeetrinken mit allem Drum-und-Dran.“
Die Bergische Kaffeetafel wird ursprünglich als Festtagsessen beschrieben, wie es etwa bei Familientreffen, Jahresfesten oder der Kirmes gereicht wurde. Heute ist sie eher kommerziell, im Rahmen der „regionalen Küche“ in Restaurants und Cafés des Bergischen Landes anzutreffen, wobei heiße Kirschen mit Vanilleeis den traditionellen Milchreis nicht selten ersetzen oder ergänzen und so in die typische Zusammensetzung einer Kaffeetafel aufgenommen werden.